# サヨコオトナラ
サヨコオトナラは、2004年に結成された日本のバンド。

## 来歴
2004年、元ZELDAのサヨコ（ヴォーカル）、元じゃがたら、ビブラストーンのOTO（ギター）、西アフリカの太鼓ジャンベ・プレイヤーの奈良大介の3人で結成。
2005年、蛙と小鳥が鳴く谷津田の自然の中で録音した、1st.アルバム「ワと鳴り」を発表。
ビッグフェスから小さな村まで、自然とともにある暮らし、祭りの場などに集まる人々とつながりながら、日本各地奥地を音楽の旅を続け、2009年に、その旅を記録したDVD「音楽のたび」をリリース。
2010年には、森の中のログハウスと山の廃校教室アトリエで録音した、2nd.アルバム「トキソラ」を発表。
従来のバンドのライブ活動とは全く異なる、日本全国に拡散しているオルタナティブなコミュニティを中心に現在も音楽の旅を続けている。

## メンバー
- サヨコ（ヴォーカル）
- OTO（ギター）
- 奈良大介（ジャンベ）

## ディスコグラフィー

### アルバム
- 「ワと鳴り」（2005）
- 「トキソラ」（2010）

### DVD
- たかしまひろしmeetsサヨコオトナラ 「音楽のたび」（2009）